# Die siebente Saite
Die siebente Saite (Originaltitel: Tous les Matins du monde, englisch: All the Mornings of the World) ist ein französischer Historienfilm aus dem Jahr 1991. Die Regie führte Alain Corneau, der gemeinsam mit Pascal Quignard das Drehbuch nach dessen Roman verfasste. Einige Rollen werden in Die siebente Saite von je zwei Darstellern verkörpert, die sie als junge und alte Charaktere spielen. Die Rolle des Marais teilen sich Vater und Sohn der französischen Schauspielerfamilie Depardieu.

## Handlung
Der Film spielt im Frankreich des 17. und frühen 18. Jahrhunderts. Nach dem Tod seiner Frau lebt der Gambist Monsieur de Sainte-Colombe verbittert und zurückgezogen mit seinen Töchtern Madeleine und Toinette in einem kleinen Haus bei Paris. Die Musik ist sein ganzer Lebensinhalt. Den unbekümmerten und karriereorientierten Marin Marais nimmt er nur nach starkem Widerstand als seinen Schüler auf. Als Marais am Hofe Ludwigs XIV. zu Ruhm und Reichtum kommt, entfremden sich die beiden. Sainte-Colombes Tochter Madeleine, mit der ihn eine Liebesbeziehung verband, wird von Marais fallengelassen. Der alternde Marais schließlich denkt um und besinnt sich auf den wahren Wert der Musik.

## Filmmusik
Regisseur Alain Corneau ist selbst ausgebildeter Musiker und wünschte sich eine literarische Vorlage, die die Musik in den Mittelpunkt stellt. Die Filmmusik stellte der katalanische Musikwissenschaftler und Gambist Jordi Savall aus Werken von François Couperin, Jean-Baptiste Lully, Marais, Sainte-Colombe und anonymen Meistern des französischen Barocks zusammen. Neben seiner Rolle als musikalischer Berater dirigierte er die Filmmusik, die auch als Tonträger veröffentlicht wurde. Hier wirkte unter anderem seine Frau mit, die spanische Sängerin Montserrat Figueras.

## Kritik
Das Lexikon des internationalen Films nannte den Film „[e]in die französische Barockmusik des 17. Jahrhunderts geradezu sinnlich auferstehen lassendes Porträt zweier gegensätzlicher Charaktere. Musik, Sprache und Schauspielkunst verdichten sich zu einem Film von bezaubernder Schönheit, der atemberaubende Kraft ausstrahlt.“ Cinema sprach von einem „bildgewaltigen Kostümdrama“ mit „grandiosen Bildern“, in denen Regisseur Corneau „die Zeit des Barock wieder aufleben [lässt]“, und fasste den Film als „Kinomoment voller Sinnlichkeit und Magie“ zusammen.

## Auszeichnungen
Die siebente Saite wurde 1991 als Bester Film mit dem Louis-Delluc-Preis ausgezeichnet. 1992 erhielt er den César in den Kategorien Beste Kamera, Beste Kostüme, Beste Regie, Bester Film, Beste Filmmusik, Bester Ton und Beste Nebendarstellerin; darüber hinaus war er in den Kategorien Bester Hauptdarsteller, Bester Schnitt, Bestes Originaldrehbuch, Bestes adaptiertes Drehbuch sowie Bester Nachwuchsdarsteller nominiert. Weiterhin war das Werk 1992 für den Goldenen Bären der Berlinale und 1993 als Bester fremdsprachiger Film für den Golden Globe Award nominiert.